# 群落生境
群落生境（biotope）即“群落生物環境”，又称生态单元、生物小區、生態小區，是由代表性生物群落所确定的一个生境（生态环境），也是是生物圈的最小地理单元。
群落生境属于在一个生态系统里可划分的一种空间单位，但生物因素仅限于某代表性生物群落，再加上非生物因素铸造了该生活环境。在一个地区（topos）上出现，且适应其非生物环境的生物群落 （由多种植物和动物组成的生态社区），是划分群落生境的依据。植被因为会因应环境的不同而表现出明显的差异，通常被作为划分陆地群落生境的区分标志加以使用。

## 辭源
英语 biotope 的语源是希腊语 bios（生命）及 topos（地点）。

## 划分
首先要区分概念栖息地，它的空间划分依据是一个物种的个体或是群体的需求。栖息地和群落生境不一定重合。一个群落生境可以有多个栖息地(一片森林有节孔，树冠，草层和地面等结构...)。或者是一个栖息地由多个群落生境组成，如互补栖息地，例如鸟和很多哺乳类动物，它们寻找冬夏季栖息场所只是为了觅食的需要。
若将非生物因素和人类的影响也考虑进去，那么即使是不适宜生物居住的地方如沙漠和戈壁也可以通过非生物因素被作为群落生境划分开来。其实群落生境这个概念的一个前提就是，地球上每一个地点都是可居住的。在什么情况下一个生物群落能够建立起来，则是生态学和自然保护的话题了。 
群落生境这个概念很广，包括自然形成的风景如小溪，森林，针叶林，混合林等，还有由人类建造或造成的风景，如“水泥森林”（现代城市）。
群落生境可以是不同的栖息地(动物或植物的栖息地)组成的整体，也可以作为一个栖息地的一部分。它可以影响生物群落，也可以反过来受其影响。

## 分类
在生态学的分类中，群落生境由植物生境（植物的生存场所）和动物生境（动物的生存场所）组成。特征性的植物，真菌和动物品种成为该群落生境的独立标志。群落生境是景观生态学“最小空间单位”。一个小的群落生境可以是例如一个教堂塔，或是一棵倒下的大树(这是蝙蝠和昆虫的生存场所)。但是群落生境却可以是很大面积，例如海洋和浅滩。多个群落生境连同其中生存的动植物，以及它们之间的相互作用组成一个生态系统。一个广大的地区，如西伯利亚一带没有树木的大草原，热带雨林和海洋这样的生态系统是由很多个不同的群落生境和生物群落组成的。